# Kennon Sheldon
Kennon Marshall Sheldon er professor i psykologi ved University of Missouri i Columbia, Missouri i USA. Hans forskning ligger særligt inden for områderne velvære, motivation, selvbestemmelsesteori, personlighed og positiv psykologi. Han modtog John Templeton Foundations pris for "Positive Psychology" i 2002. I 2014 modtog han Ed and Carol Dieners pris for "mid-career achievement in personal psychology". Han er forfatter til mere end 200 akademiske artikler og bidrag til bøger, har skrevet bøgerne Optimal Human Being: An Integrated Multi-level Perspective og Self-determination Theory in the Clinic: Motivating physical and mental health, og har redigeret adskillige andre akademiske bøger.

## Motivation
Sheldon har identificeret fire typer af motivation, som han mener betinger de valg, vi som mennesker handler ud fra.
- Indre lystmotivation: Jeg ønsker denne aktivitet for aktivitetens egen skyld; aktiviteten i sig selv er ønskelig.
- Overtaget motivation: Jeg udfører denne aktivitet, fordi det er noget jeg bør gøre. Indebærer en vis grad af overtagelse af samfundets krav. Undladelse af denne aktivitet kan føre til skyld eller skam.
- Identificeret motivation: Jeg udfører denne aktivitet fordi den fører til noget ønskeligt i fremtiden. Selve aktiviteten behøver ikke være behagelig, men jeg gør dette for at nå et fremtidigt mål.
- Ydre motivation: Jeg udfører denne aktivitet for at undgå en ubehagelig konsekvens, eller fordi den er nødvendig for at opnå noget andet. Aktiviteten vil ofte være ubehagelig for mig.

Sheldon påpeger, at vi sjældent handler ud fra blot én af de fire motivationer. De fleste handlinger har afsæt i en blanding af motivationerne, der godt kan virke modsatrettede; i dét tilfælde vil den stærkeste motivation vinde.